# Sisyra fasciata
Sisyra fasciata är en insektsart som beskrevs av Navás 1930. Sisyra fasciata ingår i släktet Sisyra och familjen svampdjurssländor. Inga underarter finns listade i Catalogue of Life.